# 星際研究倡議協會
星際研究倡議協會（英語：Initiative for Interstellar Studies，缩写i4is） 是一家在英国注册的非營利組織，其目标是对星际旅行的挑战进行教育和研究。 它开创了小型激光帆星际探测器 （龙卷风项目） 和星际物体任务 （Lyra项目）。 它的几位主管参与了由美国宇航局和达尔帕创立的100年星船获奖团队。

## 著名的项目和活动

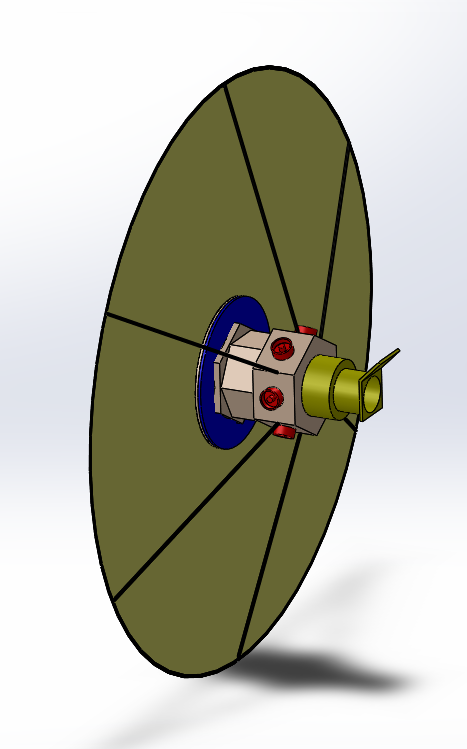
龙卷风探測器渲染圖：这个概念赢得了龙卷风项目设计比赛。

蜻蜓計劃
i4is于2013年启动了一个名为蜻蜓計劃的项目，该项目由激光帆推进的小型星际航天器。 四个学生小组在2014年和2015年在设计比赛的背景下为此类任务制定了概念。 加利福尼亚大学圣巴巴巴拉的团队设计随后被选为突破星射的基础系统架构。 随后的一项研究，仙人掌项目，在2016年宣布之前为突破星射提供了信息。
天琴座計劃
在2017年11月，i4is启动了天琴座計劃，并提出了一套任务概念，以到达星际物体奥陌陌，以及尚未被发现的物体。 该项目已在许多媒体上发表。
世界船

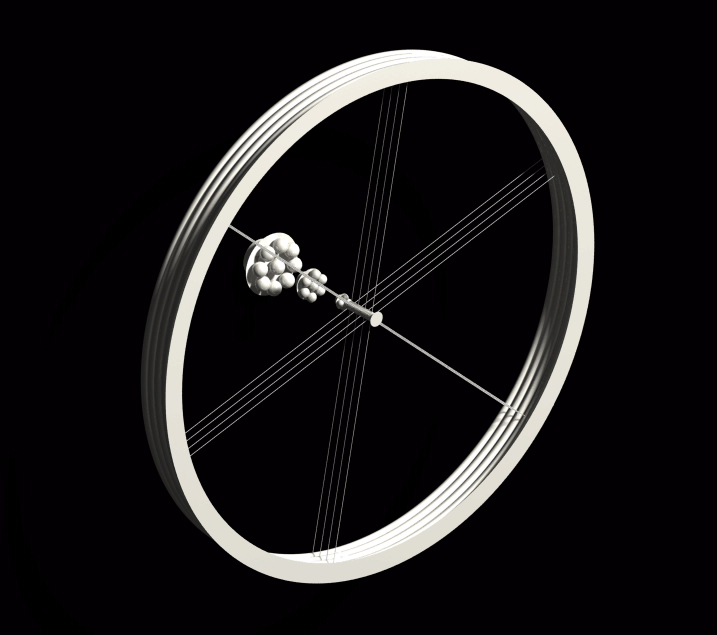
斯坦福福Torus-based generation ship，由Hyperion项目提出

i4is已经发表了关于世界船（大型星际发电船）的文章，并于2019年在欧空局星际研讨会以及欧洲空间局（ESA）的Acta Futura杂志上介绍了其结果。  它的几个核心团队成员之前曾在伊卡鲁斯星际的Hyperion项目上工作过。
金星天体生物学任务
在2020年据称在金星大气中发现了磷化氢之后，i4is发表了一项关于天体生物学使命的研究，该任务基于一群气球来探测金星大氣。
Principium
i4is出版的季度通讯名为Principum。

## 著名人物
i4is有许多国际知名的学者和工程师，他们对其工作有监督和参与。
- 弗里曼·戴森FRS，理论物理学家和数学家，高级研究院名誉教授，是i4is咨询委员会的成员
- 反应引擎有限公司的总经理艾伦·邦德是i4is的顾问。
- 伊恩·克劳福德博士，伦敦大学伯克贝克学院地球和行星科学系行星科学和天体生物学教授，是i4is咨询委员会的成员[29]
- 纽约市理工学院教授格雷戈里·L·马特洛夫是i4is咨询委员会主席。[30][31]